# Uromyces hyparrheniicola
Uromyces hyparrheniicola är en svampart som beskrevs av Gjaerum 1988. Uromyces hyparrheniicola ingår i släktet Uromyces och familjen Pucciniaceae.   Inga underarter finns listade i Catalogue of Life.